# Bronșiectazie
Bronșiectazia este o boală în care există o lărgire permanentă a unor părți ale căilor respiratorii ale plămânului. Simptomele includ, de obicei, tusea cronică cu producere de spută. Alte simptome includ dificultatea respiratorie, eliminarea de sânge prin tuse și dureri în piept. Respirația șuierătoare și hipocratismul unghial ar putea, de asemenea, apărea. Persoanele cu această boală dezvoltă des infecții ale plămânilor.

## Cauze și diagnoză
Bronșiectazia s-ar putea dezvolta dintr-un număr de infectări și cauze dobândite, inclusiv pneumonia, tuberculoza, probleme ale sistemului imunitar și fibroza chistică. Fibroza chistică apare în aproape toate cazurile cazurile de bronșiectazie acută. Cauza pentru care 10-50% dintre bolnavi nu prezintă fibroză chistică nu este cunoscută. Mecanismul bolii constă în surmenarea căilor respiratorii din cauza unui răspuns inflamator sever. Bronhiile implicate se lărgesc și, prin urmare, sunt mai puțin capabile să îndepărteze secrețiile. Aceste secreții cresc numărul de bacterii din plămâni, rezultând în blocajul căilor aeriene și, respectiv, afectarea acestora. Este clasificată ca și boală pulmonară obstructivă, împreună cu boala pulmonară obstructivă cronică și astmul. Diagnosticul este bănuit pe baza simptomelor persoanei și confirmat prin folosirea unei tomografii computerizate. Analiza sputei poate fi utilă pentru a stabili tratamentul persoanelor ce prezintă o agravare acută  și ar trebui efectuată cel puțin odată pe an.

## Tratament și prognoză
Înrăutățirea poate fi cauzată de infecții, iar în aceste cazuri sunt recomandate antibioticele. Antibioticele comune folosite includ amoxicilina, iar pentru cei ce sunt alergici, eritromicina și doxiciclina. De asemenea, antibioticele pot fi folosite pentru a preveni înrăutățirea bolii. Tehnicile de curățare a căilor respiratorii sunt recomandate, constituind un tip de fizioterapie. Bronhodilatatoarele ar putea fi folositoare pentru unii pacienți, dar nu există suficiente dovezi în sprijinul acestora. Utilizarea de steroizi inhalatori nu s-a dovedit a fi utilă. Operația chirurgicală ce se efectuează în prezent nu a fost bine studiată. Transplantul pulmonar poate fi o opțiune pentru persoanele ce prezintă un grad sever al bolii. În timp ce boala poate cauza probleme importante de sănătate, mulți alții sunt bine.

## Epidemiologie și istoric
În Regatul Unit al Marii Britanii, această boală afectează aproximativ 1 din 1000 de adulți. Boala este mai comună la femei și apare mai des pe măsură ce oamenii îmbătrânesc. A fost descrisă prima dată de către Rene Laennec în anul 1819. Costurile economice în Statele Unite ale Americii pentru tratarea acesteia sunt estimate la 630 de milioane de dolari pe an.